# Cabera nogentina
Cabera nogentina là một loài bướm đêm trong họ Geometridae.